# Rinascita dell'Impero bizantino durante la dinastia comnena

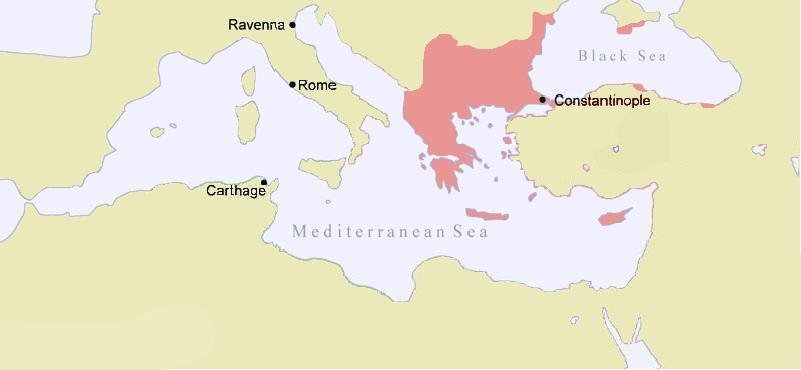
L'impero bizantino nel 1095 all'inizio della rinascita comnena.

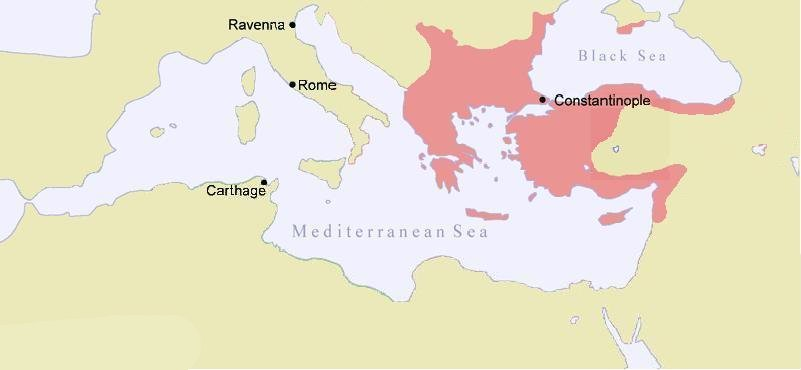
L'impero bizantino alla morte di Giovanni II avvenuta nel 1143.

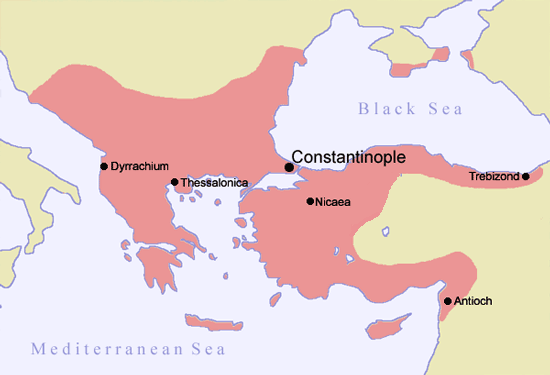
L'impero bizantino alla morte di Manuele I Comneno (1180); all'estinzione della dinastia sono state riconquistate gran parte dell'Anatolia e dei Balcani.

Rinascita dell'impero bizantino sotto i Comneni è l'espressione utilizzata dagli studiosi della storia bizantina per indicare il periodo di governo della dinastia comnena, dall'ascesa al trono di Alessio I Comneno (1081) alla morte di Andronico I Comneno (1185), durante il quale l'impero attraversò una fase di grande ripresa economica e politica, dovuta soprattutto alla ricostituzione dell'antica potenza bellica e alla vasta opera di espansione territoriale che ne seguì.
Questo periodo comprende anche due guerre tra la repubblica di Venezia e l'impero Bizantino, il cui esito fu l'ampliamento della dipendenza commerciale di Bisanzio da Venezia e un indebolimento di entrambe le potenze, che da alleate diventavano rivali. L'inimicizia tra Venezia e Bisanzio culminerà nel Massacro dei Latini del 1181 sotto Andronico Comneno, che avrà come ripercussione la conquista di Costantinopoli per mano veneziana durante la quarta crociata del 1204, che sarà il colpo mortale per l'impero bizantino.

## Situazione precedente
Alla vigilia dell'ascesa al trono di Alessio nel 1081 l'impero versava in condizioni gravissime, circoscritto a Grecia e Macedonia, finanziariamente sul lastrico e scosso da violente lotte intestine. Mai in tutta la storia era stato così vulnerabile.
La disastrosa sconfitta di Manzicerta ad opera dei Turchi selgiuchidi, avvenuta solo sette anni prima, aveva avuto pesanti strascichi: la perdita dell'Asia minore (circa metà dei possedimenti imperiali) privava Costantinopoli della vitale fonte di reclutamento per il suo esercito costituita dalle provincie anatoliche, la indeboliva fortemente sul piano economico e lasciava la capitale direttamente esposta agli attacchi dei nemici. 
Inoltre, i Normanni della Sicilia avevano approfittato della temporanea debolezza militare dell'impero per sferrare un'offensiva decisiva contro le roccaforti greche, cacciando i Bizantini da tutto il meridione.
Meno di un secolo dopo aver raggiunto il suo apogeo sotto Basilio II, l'impero bizantino era caduto in una situazione che faceva temere addirittura il suo collasso.

## Caratteri
La ripresa dell'impero bizantino sotto i Comneni è strettamente collegata con la riforma dell'esercito voluta da Alessio e proseguita dai successori, che permise alla macchina militare bizantina di tornare potente e temuta, grazie ad un'organizzazione estremamente efficiente a dispetto delle scarse risorse disponibili. Con essa gli imperatori cercarono di ritornare ad un esercito fondato su truppe provenienti dai territori dell'impero, piuttosto che su mercenari stranieri, spesso costosi ed inaffidabili.
Tuttavia ciò non avvenne attraverso il ripristino del controllo della burocrazia imperiale sull'aristocrazia, ma attraverso l'alleanza con essa e l'affermazione di un modello simile a quello dell'Occidente feudale: il sistema dei themata restò formalmente in vigore, ma gli imperatori si rassegnarono ad affidare il comando di ciascuno di essi ai membri più eminenti della nobiltà locale piuttosto che a funzionari di propria esclusiva scelta. L'alleanza coll'aristocrazia permise una rapida ricostituzione delle forze bizantine, ma favorì le spinte disgregatrici: i primi Comneni furono in grado di tenerle sotto controllo (grazie anche alle proprie doti personali), ma nel lungo termine esse portarono al declino dell'impero.

## Scontri cruciali
Le battaglie più importanti che segnarono la riconquista di gran parte del territorio precedentemente perduto furono:
- La battaglia di Levounion (1091)
- La battaglia di Beroia (1122)
- La battaglia di Sirmio (1167)
- La battaglia di Hyelion e Leimocheir (1177)

## Definitivo declino
La ripresa dell'impero bizantino ebbe fine nel 1185 con la morte dell'ultimo imperatore comneno, Andronico I Comneno. Quest'ultimo si era attirato l'odio dell'occidente cattolico a causa del Massacro dei Latini da lui istigato a Costantinopoli. Con la sua morte l'impero bizantino fu privato di un'abile guida che potesse risollevarne le sorti, ed il declino ricominciò. Nel giro di vent'anni esso portò alla presa e al saccheggio della capitale, Costantinopoli, ad opera dei Crociati nel 1204, data che sancì la definitiva decadenza dello stato bizantino ed il suo declassamento dal rango di potenza internazionale a semplice stato greco.